# Љубовец
Љубовец (слч. Ľubovec) насељено је мјесто са административним статусом сеоске општине (слч. obec) у округу Прешов, у Прешовском крају, Словачка Република.

## Становништво
| Година:    | 1994. | 2004.   | 2014.   | 2024.   |
| ---------- | ----- | ------- | ------- | ------- |
| Број људи: | 499   | 513     | 501     | 525     |
| Разлика:   |       | +2,80 % | -2,33 % | +4,79 % |

| Година:    | 2023. | 2024.   |
| ---------- | ----- | ------- |
| Број људи: | 514   | 525     |
| Разлика:   |       | +2,14 % |

Према подацима о броју становника из 2024. године насеље је имало 525 становника.